# Stephan Rammler

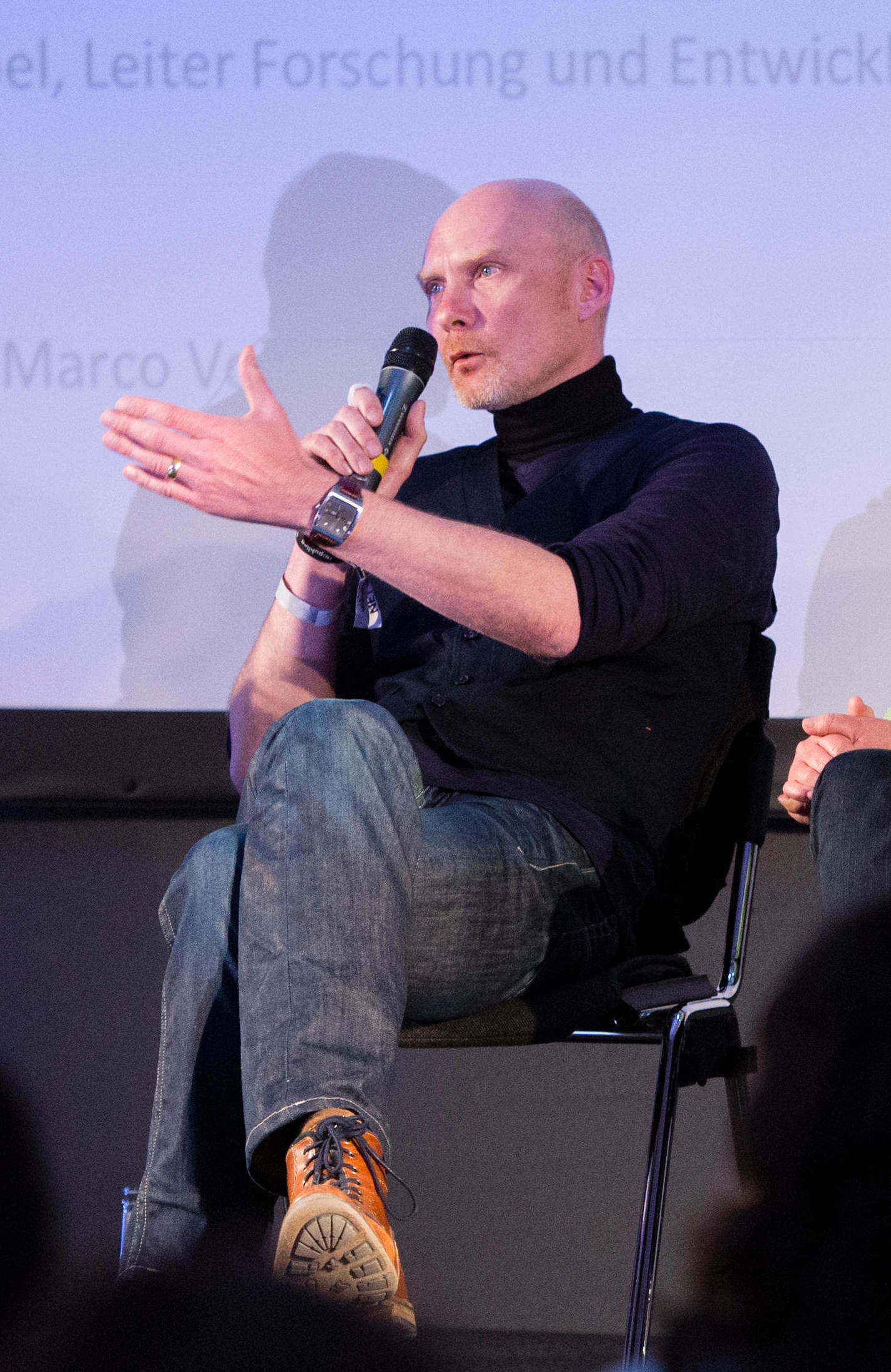
Stephan Rammler (2016)

Stephan Rammler (* 1968) ist ein freier Wissenschaftler und Autor. Sein Forschungsbereich umfasst Zukunfts- und Transformationsforschung, Mobilität, Resilienz und Klimafuturologie.

## Leben
Rammler studierte Politikwissenschaften, Soziologie und Ökonomie in Marburg und Berlin und promovierte über das Thema Mobilität in der Moderne. Nach dem Studium arbeitete er in der Projektgruppe Mobilität am Wissenschaftszentrum Berlin für Sozialforschung (WZB).
2002 wurde Rammler an die Hochschule für Bildende Künste Braunschweig auf den Lehrstuhl für Transportation Design und Social Sciences berufen.
Von 2007 bis 2014 war er dort Gründungsdirektor das Institut für Transportation Design (ITD). Ab Oktober 2018 war er wissenschaftlicher Direktor des Instituts für Zukunftsstudien und Technologiebewertung (IZT), bei dem er den Forschungsschwerpunkte Digitalisierung und Transformative Resilienz maßgeblich prägte.

## Schriften
- mit Felix Sühlmann-Faul: Moderne Sklaverei inklusive. Blinde Flecken der Digitalisierung. In: Politische Ökologie (155), S. 28–32. Oekom Verlag, München 2018, ISBN 978-3-98726-079-7
- mit Felix Sühlmann-Faul: Der blinde Fleck der Digitalisierung. Oekom Verlag, München 2018, ISBN 978-3-96238-088-5

- Volk ohne Wagen. Streitschrift für eine neue Mobilität. Fischer Verlag, Frankfurt am Main 2017, ISBN 978-3-596-29862-4.
- Schubumkehr – Die Zukunft der Mobilität. Fischer Verlag, Frankfurt am Main 2014, ISBN 978-3-596-03079-8.
- mit Harald Welzer: Der FUTURZWEI-Zukunftsalmanach 2013: Geschichten vom guten Umgang mit der Welt. Fischer Verlag, Frankfurt am Main 2012, ISBN 978-3-596-19420-9.
- Wer wenn nicht wir. In: Ernst Peter Fischer, Klaus Wiegandt (Hrsg.): Dimensionen der Zeit. Die Entschleunigung unseres Lebens. Fischer Verlag, Frankfurt am Main 2012, S. 291–310.
- Mobility Peak. Szenenbilder der Entschleunigung. In: Markus Brüderlin (Hrsg.): Die Kunst der Entschleunigung. (Kunstmuseum Wolfsburg, 12. November 2011 bis 9. April 2012), Hatje Cantz Verlag, Ostfildern, S. 18–22.
- mit Marc Weider (Hrsg.): Das Elektroauto: Bilder für eine zukünftige Mobilität. LIT Verlag, Berlin 2011, ISBN 3-643-11240-8.
- mit Thomas Ramge: Nehmt das Schiff! In: enorm Wirtschaft für den Menschen. Nr. 03/2011, S. 54–55.
- Mobilitätspolitik als kulturelle Transformation. In: Friedrich von Borries (Hrsg.): Berliner Atlas paradoxaler Mobilität. Merve Verlag, Berlin 2011, S. 208–220.
- Die Neuerfindung der Mobilität. Mobilität als Weltdesign. Die Neuerfindung der Mobilität. Mobilität als Weltdesign. (PDF; 182 kB) In: Annett Zinsmeister (Hrsg.): Gestalt der Bewegung. Berlin 2011, S. 160–177.
- Am Ende der Mobilität wie wir sie kennen – Mobilitätspolitik als Gesellschaftspolitik. (PDF; 154 kB) In: spw Zeitschrift für sozialistische Politik und Wirtschaft. Heft 184, spw 3/2011. S. 23–27.
- Verkehr und Gesellschaft. Verkehrspolitik als Mobilitätsdesign. In: Oliver Schwedes (Hrsg.): Verkehrspolitik. Eine interdisziplinäre Einführung. Wiesbaden 2011, S. 37–55.
- Die Geschichte der Zukunft unserer Mobilität. Festrede zum 40-jährigen Jubiläum der VW-Mobility-AG am 30. November 2050. In: Harald Welzer, Klaus Wiegandt (Hrsg.): Perspektiven einer nachhaltigen Entwicklung. Frankfurt am Main, 2011, S. 15–39.
- Denn sie tun nicht, was sie wissen. Möglichkeiten und Grenzen gesellschaftlicher Transformation. In: Stiftung Brandenburger Tor (Hrsg.): Energie gleich Arbeit. Nachdenken über unseren Umgang mit Energie. Berlin 2010.
- Im Schatten der Utopie. Zur sozialen Wirkungsmacht von Leitbildern kultureller Transformation. (online) In: IMAGE Zeitschrift für interdisziplinäre Bildwissenschaft. Nr. 12, 2011.
- mit Oliver Schöller-Schwedes: Mobile Cities. Dynamiken weltweiter Stadt- und Verkehrsentwicklung. Münster 2008, ISBN 978-3-8258-0913-3.
- The Wahlverwandtschaft of Modernity and Mobility. In: W. Canzler, V. Kaufmann, S. Kesselring: Tracing Mobilities. Towards a Cosmopolitan Perspective. Ashgate 2008.
- mit Marc Weider (Hrsg.): Wasserstoffauto: Zwischen Markt und Mythos (Mobilität und Gesellschaft). LIT Verlag, Berlin 2005, ISBN 978-3-8258-8380-5
- Mobilität in der Moderne: Geschichte und Theorie der Verkehrssoziologie [Hrsg. vom Wissenschaftszentrum Berlin für Sozialforschung, Abteilung: Organisation und Technikgenese]. Berlin 2001, ISBN 978-3-89404-221-9